# جاك بيرنس
جاك بيرنس هو ملحن كندي، ولد في 25 مارس 1935.

## وصلات خارجية
- جاك بيرنس على موقع ميوزك برينز (الإنجليزية)